# Drake Hotel (Chicago)

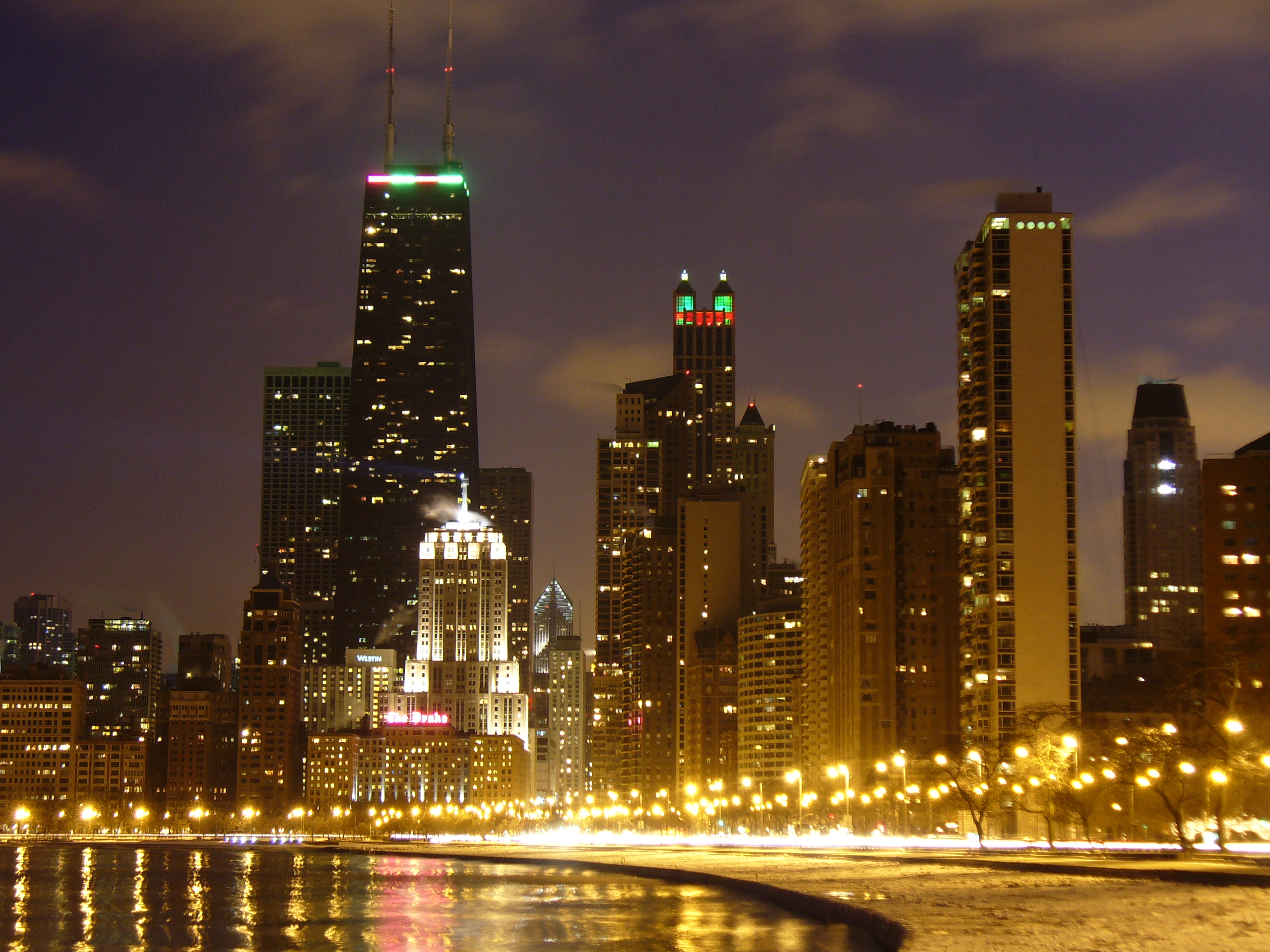
El letrero de neón rosa en la parte inferior central izquierda de esta imagen marca "The Drake"

The Drake, a Hilton Hotel, 140 East Walton Place,  Chicago, Illinois, es un hotel de lujo de servicio completo, ubicado en el centro de la ciudad en el lado del lago de Avenida Míchigan, dos cuadras al norte del Centro John Hancock y una cuadra al sur de Oak Street Beach en la cima de Milla Magnífica. Con vistas al lago Míchigan, fue fundado en 1920, diseñado en el estilo renacentista italiano por la firma de Marshall y Fox, y pronto se convirtió en uno de los hoteles emblemáticos de Chicago, un rival de mucho tiempo de Palmer House. Tiene 535 habitaciones,incluidas 74 suites, una Suite Presidencial de seis habitaciones, varios restaurantes, dos grandes salones de baile, el "Palm Court" (un vestíbulo aislado similar a un club) y el Club International,un club solo para miembros introducido en la década de 1940). Es conocido por la contribución que su silueta y letrero en la fachada del lago, Oak Street, hacen al horizonte de Gold Coast.

## Historia
Los magnates hoteleros de segunda generación Tracy Drake y John Drake Jnr. adquirió la propiedad de la finca de Potter Palmer en 1916. El edificio fue financiado por un sindicato de amigos de la familia, incluidos miembros de las familias Palmer, Armor, Swift y McCormick y los arquitectos del hotel, Benjamin Marshall y Charles Fox. Incluyendo el terreno, la construcción y el mobiliario, el Drake costó $ 10 millones, que en dólares actuales son aproximadamente $ 120 millones.
En el momento de su finalización, Drake proporcionó una transición entre la zona residencial de moda de Gold Coast y la nueva avenida comercial del norte de Avenida Míchigan. La entrada principal del edificio en Walton Place evitó la conmoción de la vía comercial y aumentó el acceso vehicular. Los hermanos Drake mantuvieron la reputación de la familia como foco principal de la vida social, comercial y política en Chicago con la propiedad y administración de los dos hoteles más destacados de la ciudad como sujetalibros de Avenida Míchigan.
The Drake sirvió como los estudios originales de la estación de radio WGN cuando se le cambió el nombre a WDAP en 1924.
William Drake y su esposa Elizabeth vivieron en el hotel durante varios años hasta que la familia perdió la propiedad durante la Gran Depresión.
Cuando Francesco ("Frank 'The Enforcer' Nitti") Nitto dirigió el equipo de Chicago en la década de 1930 y principios de la de 1940, mantuvo su oficina durante un tiempo en una serie de habitaciones. Desde la década de 1950 hasta la década de 1980, el hotel Drake mantuvo su estatus, continuó atrayendo a varios huéspedes notables y se hizo aún más prominente a medida que la Milla Magnífica se desarrollaba más y la Gold Coast residencial vio partes de ella, principalmente Oak Street, desarrollada con boutiques de lujo., joyerías finas y spas. Tal desarrollo permitió que el Hotel Drake, ubicado en el centro, actuara como una especie de conexión para las áreas prósperas y prestigiosas.
Hilton International compró la propiedad en 1996 y puso en marcha un programa de renovación de $45 millones en 1998 que duró hasta 2003. En 2005 y 2006, los propietarios agregaron un gimnasio, un centro de conferencias ejecutivo y mobiliario nuevo en todas las habitaciones a un costo de $15 millones. En 2005, Hilton Hotels Corporation adquirió Hilton International y The Drake pasó a formar parte de Hilton Hotels Corporation y The Hilton Family of Hotels.

## Visitantes notables
The Drake ha sido frecuentado por muchos jefes de Estado, celebridades variadas, personalidades internacionales y miembros de la aristocracia europea (algunos como residentes a largo plazo) desde su apertura en 1920. Los invitados notables incluyeron a Winston Churchill, Eleanor Roosevelt, los presidentes Herbert Hoover, Dwight Eisenhower, Gerald Ford y Ronald Reagan. El príncipe Carlos y Diana, princesa de Gales (aunque por separado), Elizabeth Taylor, Judy Garland, Hugh Hefner, Owe Lundberg, Theodore S. Wiles, Walt Disney, Frank Sinatra, Dean Martin, Charles Lindbergh, Marchese y Marchesa Chiaramonte - Ragusa. El príncipe Félix Yusupov, el presidente ucraniano Viktor Yushchenko, el rey Hussein de Jordania, el primer ministro indio Jawaharlal Nehru y Julia Roberts. Joe DiMaggio y Marilyn Monroe grabaron sus iniciales en la barra de madera de Cape Cod Room durante una visita; esto todavía se puede ver hoy. Diana, Princesa de Gales, se hospedó en el Drake en 1996 durante su única visita a Chicago, un año antes de su muerte.

## Leyendas urbanas

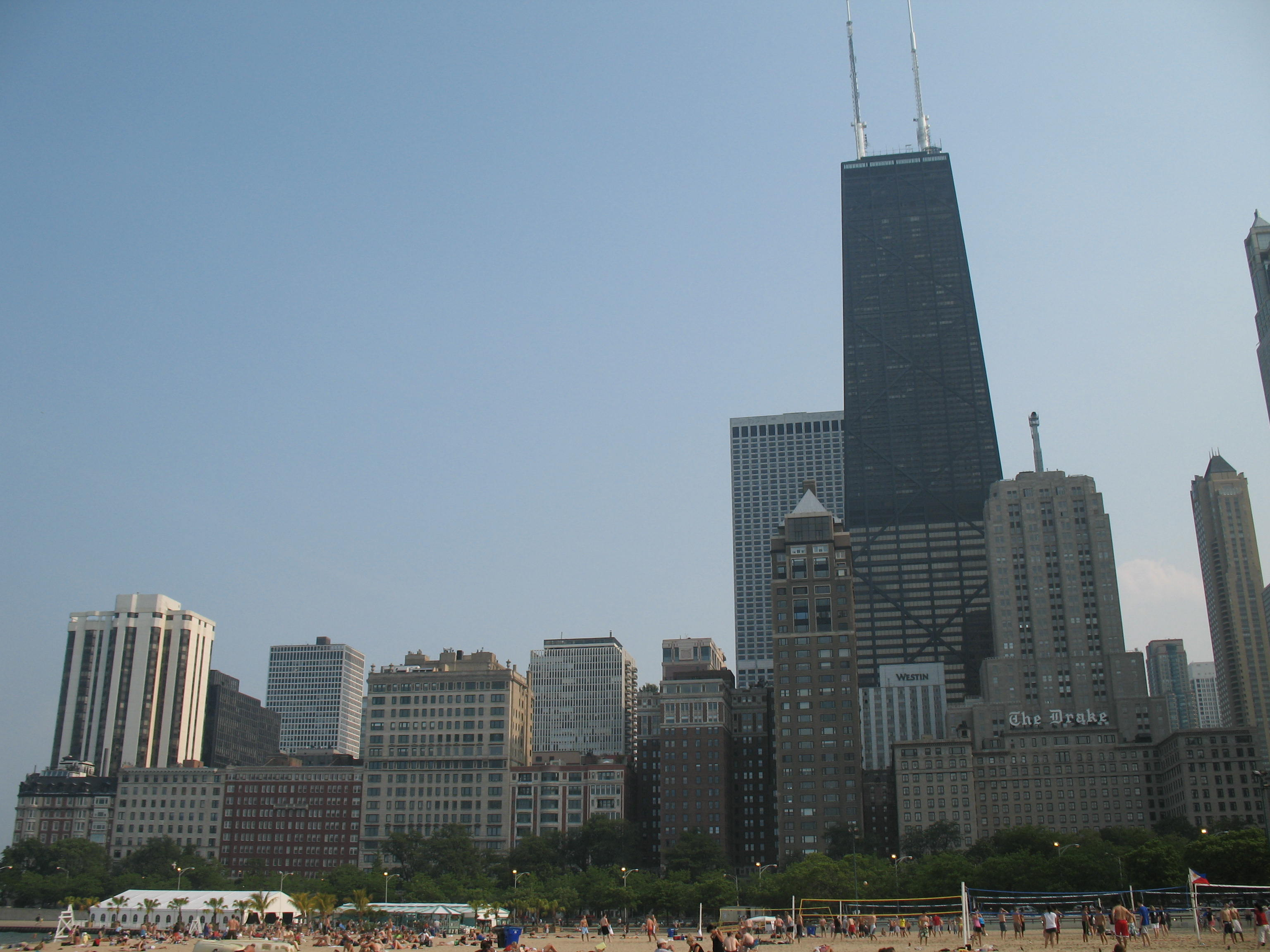
Drake Hotel (abajo a la derecha) y East Lake Shore Drive District desde Oak Street Beach

Según la leyenda local, John Drake (1826-1895) (el padre de los fundadores de este hotel) estaba de pie con el dueño del hotel viendo el Gran Incendio de Chicago de 1871. El propietario, al ver su hotel amenazado por las llamas, se ofreció a venderlo a cualquier precio. Drake notó que la dirección del viento estaba cambiando e hizo una oferta y así fundó el Hotel Drake. Si esto fuera cierto, habría ocurrido 49 años antes de la fundación del hotel. La historia posiblemente se confunda con la compra provisional de New Tremont House por parte de John Drake, en el momento del Gran Incendio.
Además aparece en varias historias de fantasmas.

## En la cultura popular
Las escenas de las películas Risky Business, My Best Friend's Wedding, Hero, What Women Want, Continental Divide, Flags of Our Fathers, Wicker Park, Mission: Impossible y Carol fueron filmadas o al menos ambientadas en el hotel. Misión: Imposible menciona que el personaje de Jon Voight se quedó allí poco antes de los eventos de la película. Agente X, la primera temporada, gira parcialmente en torno a las fotos que recibe la vicepresidenta (Sharon Stone) de su difunto esposo teniendo una aventura en el Drake. En un episodio de Curb Your Enthusiasm, un personaje afirma falsamente que la ensalada Cobb se inventó en el hotel. El episodio de Family Matters "Dream Date" tiene a Laura Winslow y Steve Urkel asistiendo a su baile de graduación en el Hotel Drake.

## Té de la tarde
Los visitantes de Chicago a menudo se sienten atraídos por el té de la tarde, una tradición que se remonta a 1840. La emperatriz de Japón, la princesa Diana y la reina Isabel II han participado en la costumbre.  El té se lleva a cabo en el Palm Court, que está decorado completamente en blanco. El hotel tiene una mezcla especial "Palm Court" hecha a medida, que está hecha de cuatro tés: Indian Assam, notas de chocolate de Chinese Keemun, Ceylon y Formosa Oolong. La música de arpa en vivo ocurre de miércoles a domingo. En 2013, USA Today clasificó al Drake Hotel como uno de los mejores hoteles para tomar el té de la tarde en el país.

## Inquilinos minoristas
Tiene a Chanel, Georg Jensen y Van Cleef & Arpels como inquilinos minoristas, todos los cuales tienen presencia a pie de calle en Magnificent Mile.

## enlaces externos
- Página web oficial
- Reseñas de hoteles

- Datos: Q5305603
- Multimedia: Drake Hotel (Chicago) / Q5305603